# Zuschnitt (Zeitschrift)
Zuschnitt (Eigenschreibweise zuschnitt) ist eine österreichische Fachzeitschrift über Holz als Werkstoff und Werke in Holz.
Die erste Ausgabe erschien im Juni 2001 mit einer Auflage von 13.000 Stück. Seit 2001 erscheint die Zeitschrift vierteljährlich. Die Publikation richtet sich an Planer, Architekten und Entscheidungsträger. Gestaltet wird die Zeitschrift von der Gassner Redolfi KG, Schlins. 2015 hatte Zuschnitt eine Druckauflage von 19.000 Stück. Medieninhaber, Herausgeber und Verlag ist proHolz Austria.